# Microchilus oroensis
Microchilus oroensis là một loài thực vật có hoa trong họ Lan. Loài này được (Dodson) Ormerod mô tả khoa học đầu tiên năm 2007.